# Antony and Cleopatra (opéra)
Pour les articles homonymes, voir Antoine et Cléopâtre (homonymie).
Personnages
Antony and Cleopatra (Antoine et Cléopâtre) est un opéra en deux actes, en langue anglaise, du compositeur John Adams. Le livret est également de John Adams et s'inspire de la pièce éponyme de William Shakespeare mais aussi d'extraits d'ouvrages classiques de Plutarque et Virgile, en collaboration avec Elkhanah Pulitzer et Lucia Scheckner.
L'opéra est composé en 2021 et est donné pour la première fois à l'opéra de San Francisco le 10 septembre 2022.

## Historique
John Adams est un compositeur d'opéras contemporains déjà très connu quand il compose cet ouvrage. Plusieurs de ses précédents opéras, Nixon in China (1987), The Death of Klinghoffer (1991), I Was Looking at the Ceiling and Then I Saw the Sky (1995), El Niño (2000), Gospel according to the other Mary (2012) sont repris sur les scènes lyriques internationales. Pour cet Antoine et Cléopâtre, John Adams adopte un thème plus conventionnel et qui n'est pas tiré de l'actualité, à l'inverse des ouvrages qui l'ont fait connaître.
Les premières représentations à l'Opéra de San Francisco en septembre 2022 sont saluées, notamment pour la qualité de la mise en scène et celle de la distribution. La mise en scène y est assurée par Elkhanah Pulitzer et la musique est dirigée par le chef d'orchestre coréen Eun Sun Kim.
John Adams déclare à cette occasion au New York Times « Quand tu arrives à mon âge, tu n'es pas comparé aux autres compositeurs, mais à tes travaux antérieurs ». Cependant, la comparaison avec l'opéra éponyme de Samuel Barber, qui avait inauguré la nouvelle salle du Metropolitan Opera en 1966, d'une heure plus court mais également inspirée de la pièce de Shakespeare, s'impose également.
L'opéra arrive à son tour en Europe, avec une série de représentations programmées pour la saison 2023/2024 du Liceu de Barcelone.

## Personnages et distribution de la première
| Rôle                            | Tessiture     | Création, 10 septembre 2022 Opéra de San Francisco dir. : Eun Sun Kim |
| ------------------------------- | ------------- | --------------------------------------------------------------------- |
| Cleopatra                       | Soprano       | Amina Edris                                                           |
| Antony                          | Baryton       | Gérald Finley                                                         |
| Caesar                          | Ténor         | Paul Appleby                                                          |
| Enobarbus                       | Baryton Basse | Alfred Walker                                                         |
| Charmian, servante de Cleopatra | Mezzo-soprano | Taylor Raven                                                          |
| Iras                            | Mezzo-soprano | Gabrielle Beteag                                                      |
| Octavia                         | Mezzo-soprano | Elizabeth DeShong                                                     |
| Maecenas                        | Baryton basse | Patrick Blackwell                                                     |
| Agrippa                         | Baryton       | Hadleigh Adams                                                        |
| Lepidus                         | Baryton basse | Philip Skinner                                                        |
| Eros                            | Ténor         | Brenton Ryan                                                          |
| Scarus                          | Baryton       | Timothy Murray                                                        |

## Argument
L'histoire des amours de Cléopâtre, reine d'Égypte, et de Marc Antoine, général romain et leurs conséquences politiques dans le monde de l'antiquité.

### Acte I

#### Scène 1
Dans la chambre de Cléopâtre à Alexandrie, Antoine se remet lentement des festivités de la nuit. Cléopâtre se moque de lui à propos de sa femme romaine Fulvia et se rit de l'imberbe César tandis qu'Antoine, follement épris de la reine, songe qu'il doit rentrer, au moins temporairement, à Rome prochainement.

#### Scène 2
À Rome César se fâche contre le comportement d'Antoine qui ne fait pas face à sa mission en Égypte alors que lui doit réprimer une insurrection. S'ensuit une violente dispute entre Antoine, tout juste rentré, et César. Agrippa propose qu'Antoine épouse Octavie, la sœur de César, veuve ce qu'Antoine accepte à la surprise de tous.
Enorbarbus décrit alors la scène de la première rencontre entre Cléopâtre et Antoine. La reine était alors habillée en Aphrodite, et arrivait sur une péniche d'apparat, splendide et irrésistible : « Age cannot wither her, nor custom stale her infinite variety. »

#### Scène 3
Pendant ce temps-là à Alexandrie, Cléopâtre ne veut pas croire à la véracité de la nouvelle que lui apporte Eros, celle du mariage de César et elle répète inlassablement : « Is he married? ».

#### Scène 4
Antoine est contraint de s'installer à Athènes et se demande s'il ne doit pas entrer en guerre contre César qui l'a humilié. Sa femme Octavie se morfond, prise entre deux amours, celui de son frère et celui de son mari qui semble bien peu s'intéresser à elle. César, furieux, apprend qu'Antoine et Cléopâtre ont repris le cours de leurs amours, tandis qu'Antoine se permet de lui donner des terres appartenant à Rome, comme Chypre et la Lydie. Octavie enceinte rentre à Rome et César, outragé, déclare la guerre à l'infidèle Antoine.

#### Scène 5
La bataille navale, qui devrait tourner à l'avantage d'Antoine doté d'une belle flotte renforcée par les navires de Cléopâtre, tourne au fiasco quand la reine rappelle soudainement ses navires. Antoine doit fuir à son tour avec les siens. Antoine est furieux : « All is lost! This foul Egyptian has betrayed me ».

### Acte II

#### Scène 1
De retour en Égypte, Antoine et Cléopâtre rejouent la bataille navale et elle lui reproche de l'avoir suivi au lieu de poursuivre le combat. Antoine considère l'humiliation de sa défaite face à César, lui le guerrier glorieux, comme le résultat de sa fascination pour la Reine d'Égypte.
À Rome, César prend connaissance des lettres de soumission d'Antoine et de Cléopâtre et envoie Agrippa à Alexandrie pour demander à la Reine de quitter Antoine. Elle séduit Agrippa tout en restant vague sur ses intentions et Antoine, furieux, ordonne que l'on fouette Agrippa et reproche à Cléopâtre sa fourberie, elle est « the false soul of Egypt ». Charmian exhorte la Reine de fuir et de se réfugier dans une tour fortifiée où elle sera en sécurité.

#### Scène 2
César annonce la domination absolue de Rome sur le monde. Un chœur salue son ascension qui marque la fin de la République et le début de l'Empire.

#### Scène 3
Cléopâtre ordonne à sa servante de laisser croire à Antoine qu'elle s'est suicidée. Antoine, désespéré, ordonne à son serviteur Eros de l'aider à faire de même. Mais ce dernier préfère commettre l'acte seul laissant Antoine tenter à son tour, de mettre fin à ses jours. Charmian le surprend et lui annonce que la Reine est toujours en vie. Mais Antoine est mourant et il se traine aux pieds de Cléopâtre, effrayée : « Noblest of men, wil’t thou die? Hast thou no care of me? ». Antoine meurt dans ses bras.

#### Scène 4
César triomphant, envoie Mécène à Alexandrie pour ramener Cléopâtre, à qui il pardonne mais qu'il compte exhiber à Rome comme un trophée. Mécène remet à la Reine, le message du chef de Rome : « Be of good cheer. You’ve fallen into a princely hand; fear nothing ». Des soldats romains saisissent Cléopâtre qui tente de se poignarder et que Mécène fait libérer non sans lui avoir avoué les véritables intentions de César humiliantes à son égard. Elle feint d'accepter son sort mais durant les préparatifs du voyage, demande à ses servantes d'appliquer des aspics vénéneux sur son corps. Elle meurt en évoquant la revanche d'Antoine : « I see him rouse himself to praise my noble act. I hear him mock the luck of Caesar ».